# Olympus E-400

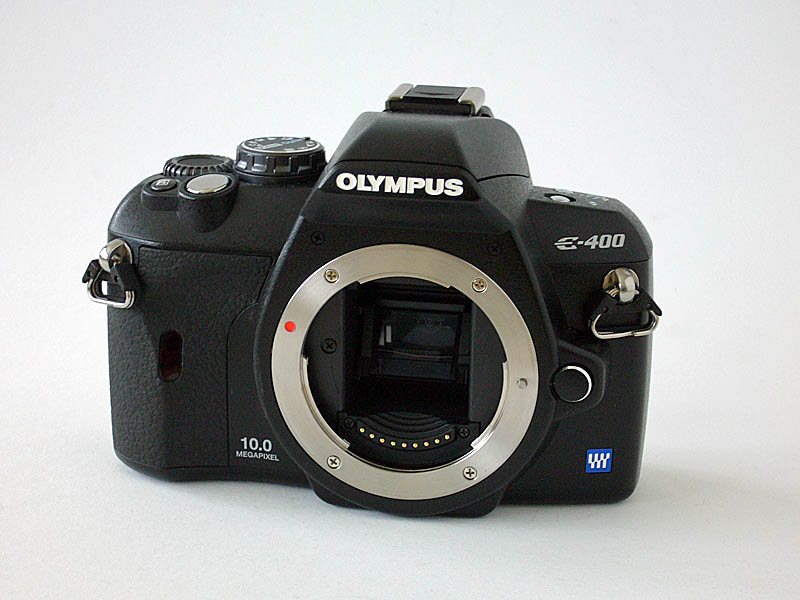

Olympus E-400 är en digital SLR-systemkamera (spegelreflexkamera) tillverkad av Olympus Corporation. Modellen lanserades 2006.
Kameran har bl.a. följande egenskaper:
- 10.0 megapixel
- Sensor 17.3 x 13.0 mm
- FourThirds-lins
- ISO 100-1600
- Slutartid: 60- 1/4000 s